# تشاك ويلسون (صحفي)
تشاك ويلسون (بالإنجليزية: Chuck Wilson)‏ هو صحفي أمريكي، ولد في 8 فبراير 1954 في ماساتشوستس في الولايات المتحدة.